# Huiyuan
Pour l’article homonyme, voir Jingying Huiyuan pour le moine Huiyuan (523-592) de l’école Shidilun.
Huiyuan (chinois simplifié : 慧远 ; chinois traditionnel : 慧遠 ; pinyin : huìyuǎn, 334—6e jour du 8e mois 416), japonais Eon (慧遠), est un moine célèbre de la dynastie Jin qui joua un rôle important dans le développement du bouddhisme au sud du Fleuve Yangtsé (Chang Jiang). Disciple du spécialiste des textes prajnaparamita et traducteur Dao'an, il s’installa vers la cinquantaine sur le mont Lu où il fut actif pendant plus de trente ans jusqu’à sa mort, rassemblant de nombreux disciples. Il fit entreprendre des traductions de textes bouddhiques, prenant conseil à partir de 402 auprès de Kumārajiva sur de nombreux points de doctrine, et renforça la discipline monastique. Il fut le premier à promouvoir la dévotion à Amitābha comme aide à la méditation, c’est pourquoi il est considéré par le mouvement amidiste comme son patriarche fondateur. Sous les Song, les promoteurs du syncrétisme des trois doctrines (confucianisme, taoïsme et bouddhisme) répandront la légende de sa rencontre avec Tao Yuanming et Lu Xiujing.

## Biographie

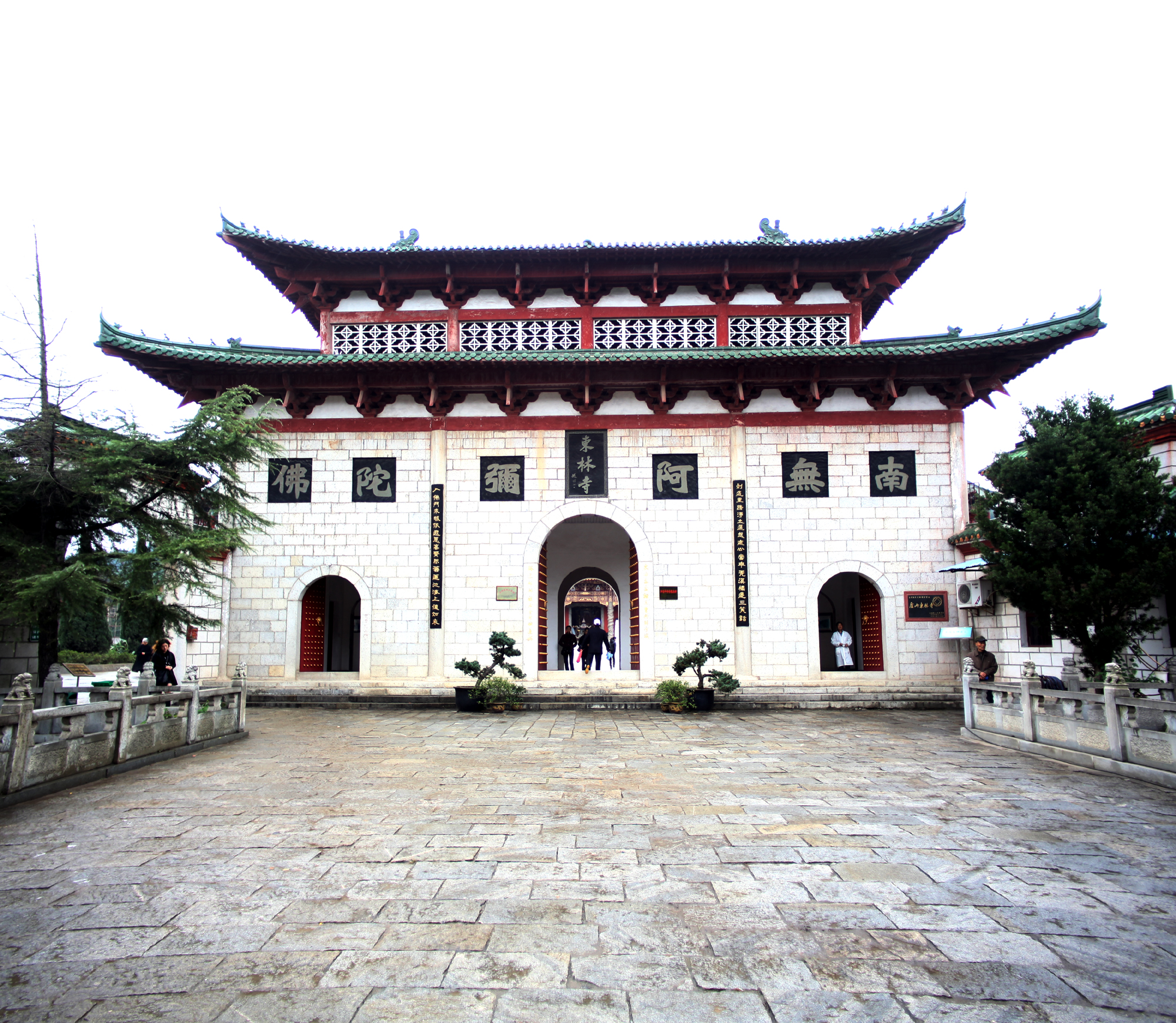
le temple Donglin

Son nom de famille était Jia (賈) et son prénom inconnu. Il naît au Shanxi, dans le comté de Yanmenloufan (雁門樓煩縣) près de l’actuelle Ningwu (寧武). Après avoir étudié les classiques confucéens et taoïstes, il suit à 13 ans son oncle maternel (nom de famille Linghu 令狐) à Xuchang et Luoyang. En 354, il décide de partir vers Nanchang pour rejoindre l’ermite confucéen Fan Xuanzi (范宣子), mais la route vers le sud est coupée par les troubles qui suivent la mort de Shihu (石虎), souverain des Zhao Postérieurs. Il décide alors de se rendre sur le mont Taihang (太行山) où le moine Dao'an (314-385) dirige une communauté, et devient son disciple avec son frère cadet Huichi. (慧持). Il fait bientôt preuve d'une bonne compréhension des textes prajnaparamita qu’il commente à l’aide du Zhuangzi. En 358, Dao'an l’envoie à Jingzhou (Hubei) auprès d’un autre disciple, Zhufa Taiji (竺法汰疾), qui lui fait part de la rébellion du moine Daheng Changxin (道恆倡心) dont son élève Daoyi (道壹) n’a pu venir à bout. Huiyuan y parvient et s’acquiert du prestige.
À partir de 361, l’instabilité politique oblige Dao'an et ses disciples à changer fréquemment de résidence. Après un passage par le Henan à Ye et sur le mont Wangwu (王屋山), ils se fixent en 366 à Xiangyang au Hubei, au monastère Tanxi (檀溪寺). En 378, le général Qin Fu Pei (苻丕) attaque Xiangyang et capture Dao'an, qui est emmené à Chang'an pour y diriger des traductions. Avant son départ, il donne congé à ses disciples et leur demande de suivre chacun son chemin. Huiyuan a alors 45 ans.
Emmenant une partie des disciples de son maître vers le domaine des Jin orientaux, il retourne dans un premier temps à Jingzhou où il réside trois ans au monastère Shangming (上明寺). Il se met ensuite en route pour le mont Luofu (羅浮山) dans le Guangdong. Néanmoins, passant par le mont Lu, il est séduit par l’environnement, d’autant qu’un ancien condisciple avec qui il s’était lié d’amitié, Huiyong (慧永), y réside au monastère de « Forêt occidentale » (Xilinsi 西林寺). Huiyuan et ses compagnons s’installent en 381 dans un ermitage rudimentaire nommé vihara Longquan (龍泉精舍). Trois ans après, sur l’entremise de Huiyong, Huan Yi (桓伊), préfet de Jiangzhou (江州), fait bâtir pour lui le monastère de « Forêt orientale » (Donglinsi 東林寺) , en parallèle avec celui de son condisciple. Huiyuan s’y fixe et y rassemble de nombreux disciples moines et laïcs. Il entreprend et poursuit jusqu’à sa mort une tâche de traduction et d’explication de textes bouddhiques, avec l’aide de moines occidentaux qu’il réussit à faire venir sur le mont, et de Kumārajiva, avec qui il tient une relation épistolaire. Il rédige des ouvrages et structure sa communauté monastique selon les règles orthodoxes basées sur le vinaya des Sarvastivadin. Il est le premier à promouvoir officiellement la dévotion à Amitābha et l’aspiration à son paradis comme étapes vers la libération. Il meurt sur le mont Lu en 416 à l'âge de 83 ans, sans en être jamais redescendu.

## Traductions et écrits
Huiyuan avait à cœur d’avancer dans la compréhension du bouddhisme et de propager sa doctrine. À cet effet, il envoie en 391 ses disciples Fajing (法淨) et Faling (法領) vers le nord-ouest à la recherche de sutras. Il s’efforce de faire venir à Lushan des moines des régions occidentales pour entreprendre des traductions. Ainsi, Sanghadeva traduit Le Cœur de l’Abhidharma (Apitan xinlun 阿毘曇心論) et le Tridharmakashastra (Sanfadu lun 三法度論); Buddhabhadra (359-429), transfuge de Kumārajiva, traduit à sa demande le Soutra de la pratique de la méditation des moyens habiles upāya (Xiuxing fangbian chanjing 修行方便禪經). Huiyuan écrit les préfaces ; il écrira aussi celle du Soutra du Lotus. Buddhabhadra traduira également le Yogacarabhumi et plus tard le Mahaparinirvanasutra.
Il invite Dharmaruci à finir la traduction des règles monastiques des Sarvastivadin (Sarvastivada-vinaya, Shisonglu 十誦律) laissée inachevée par la mort de Puṇyatara, compagnon de Kumārajiva.
Huiyuan, dépositaire de la tradition prajnaparamita de Dao'an, continue de vouloir comprendre la pensée mahāyāna. C’est ainsi qu’il entreprend une correspondance avec Kumārajiva, par l’intermédiaire d’un ancien général Qin devenu moine sous le nom de Tanyong (曇邕). Ses questions au maître (Wen dacheng zhong shenyi shibake 問大乘中深義十八科) et les réponses de ce dernier (Luoshi da 羅什答) sont réunies dans le Livre du sens du mahāyāna (Dacheng dayi zhang 大乘大義章). Lorsque Kumārajiva a achevé la traduction du Traité de la prajnaparamita (Dazhidulun 大智度論), le maître taoïste Xianxiang (咸相) est sollicité pour une préface, mais décline. L’empereur Yao Xing (姚興) des Qin Postérieurs la demande alors à Huiyuan. Ce dernier préface l’ouvrage et résume en vingt fascicules les cent d’origine (Dazhidulun chaoxu 大智度論鈔序). Inspiré, il compose le Daxing lun (大性論) qui lui vaut les compliments de Kumārajiva pour son intuition. Les spécialistes modernes considèrent que, compte tenu de la limitation des sources mahāyāna accessibles à l'époque, la pensée de Huiyuan est surtout formée sur la base de l’Abhidharma hinayāna, mais qu’il est en effet, parmi ses contemporains, celui qui a le mieux compris la pensée prajnaparamita. Ainsi, lors de la controverse sur le corps et l'esprit qui marque la période de formation doctrinale du bouddhisme chinois, il défend la prééminence de l'esprit sur le corps dans un essai intitulé La forme corporelle s'épuise, mais l'esprit est indestructible (Xing Jin shen bu mie), mettant les notions chinoises traditionnelles telles que Qi, Li ou Tao au service de la spiritualité mahayana.
Plus tard, un échange épistolaire aura lieu entre Sengzhao (僧肇), disciple de Kumārajiva, et Liu Yimin (劉遺民), disciple de Huiyuan, concernant le Bore wuzhi lun (般若無知論) composé par le premier ; il est rassemblé dans un recueil intitulé Correspondance avec l’ermite Liu Yimin et autres (Yu yinshi liuyimindeng shu 與隱士劉遺民等書).
L'éducation confucéenne et taoïste de Huiyuan, l’étendue de sa culture et l'excellente tenue de sa communauté lui valent de bonnes relations avec les autorités locales. Des personnalités montent lui rendre visite pour bénéficier de son érudition : Yin Zhongkan (殷仲堪), préfet de Jiangzhou dont le monastère dépend, vient en 392 l’interroger sur le Yijing ; en 399, le général Jin et usurpateur Huan Xuan (桓玄) le consulte sur le Classique de la piété filiale. Lorsque Huan Xuan lui fait parvenir l’avis qu’un moine doit en toutes choses s’incliner devant l’empereur, Huiyuan répond par la fameuse épître Un moine ne s’incline pas devant l’empereur, et impose assez d’estime et de respect pour que, malgré l’hostilité de Huan Xuan envers le bouddhisme, Lushan soit toujours épargné. En 405, He Zhennan (何鎮南), général qui a mis fin à l’usurpation, se rend à son tour à Lushan et questionne le bien-fondé pour les moines de porter un habit qui découvre leur bras droit alors que, soutient-il, la tradition chinoise considère ce côté comme sinistre. Un débat par textes interposés est entamé. He Zhennan fait parvenir son avis ; Huiyuan répond dans le Traité sur l’habit monastique par lequel il convainc He Zhennan que cette particularité extérieure du bouddhisme recouvre une similitude profonde avec les courants de pensée traditionnels chinois. Il contribue à la sinisation du bouddhisme également dans le Ming baoying lun (明報應論) et le Sanbaolun (三報論), dans lesquels il expose une vision de la rétribution karmique conforme à la pensée morale et religieuse chinoise, basée entre autres sur la croyance à la permanence du shen (神), composante spirituelle de l’être humain ; on lui doit aussi le Bianxinshilun (辨心識論).
Il est par ailleurs l’auteur de poèmes rassemblés dans les Poèmes épars du monastère de Donglin à Lushan (廬山東林雜詩), Stances en réponse au maître Kumārajiva (報羅什法師偈) et Wanfoyingming (萬佛影銘).

## Disciples
La tradition rapporte qu’il avait plus de cent disciples, moines et laïcs, en majorité lettrés. Au nombre des premiers on peut citer Tan Yong (曇邕), messager entre lui et Kumarajiva, Tanheng (曇恆), Daobing (道昺), Fajing (法淨), Faling (法領), Daozu (道祖), Sengche (僧徹), Tanshun (曇順), Daowang (道汪), Faan (法安) qui fonda un lieu de culte à Xinyang (新陽) au Gansu, puis à Shu, Huiguan (慧觀), auteur de trois ouvrages et de préfaces de sutras. Huiyao (慧要), habile artisan, aurait fabriqué pour la communauté une horloge hydraulique en lotus et un oiseau de bois mécanique. Huichi (慧持), frère cadet de Huiyuan, était un prédicateur apprécié et fut appelé à Jiankang (建康) pour réviser la traduction du Madhyamagama (中阿含經).
Parmi les laïcs, on peut citer Liu Yimin (劉遺民), Zong Bing (宗炳), Zhou Xuzhi (周續之), Lei Cizong (雷次宗), Bi Yingzhi (畢穎之), Zhang Jishuo (張季碩).

## Terre pure
Au septième mois de l’année 402, avec cent-vingt-trois disciples, il fait vœu devant l’effigie d’Amitabha d’atteindre le paradis occidental du bouddha ; Le texte du vœu est écrit par Liu Yimin. Les temps troublés et la difficulté d’obtenir un corpus satisfaisant de textes parfaitement compris font penser que la terre pure d’Amitabha est un lieu de passage nécessaire pour beaucoup, où il leur sera possible de travailler à leur libération dans de meilleures conditions. À partir de ce moment, auront lieu des réunions de la Société du lotus (bailianshe 白蓮社). Huiyuan définit cette pratique dans la préface du Nianfosanmeishiji (念佛三昧詩集) comme une forme de méditation visuelle guanxiang (觀想) intégrée à l’ensemble de la pratique ; les pratiques amidistes seront en Chine le plus souvent combinées à la méditation chan.
Une légende prétend que la Société du lotus fut ainsi nommée car ses réunions avaient lieu à proximité d'étangs de lotus aménagés par Xie Lingyun (謝靈運), neveu de Wang Xizhi et aristocrate à qui on reprochait son arrogance, pour pouvoir être admis à participer à la Société.